# Podhradie (district de Martin)
Pour les articles homonymes, voir Podhradie.
Podhradie (hongrois : Szucsányváralja) est un village de Slovaquie situé dans la région de Žilina.

## Histoire
La première mention écrite du village date de 1699.

## Démographie

### Évolution de la population
| Année:               | 1994. | 2004.   | 2014.   | 2024.   |
| -------------------- | ----- | ------- | ------- | ------- |
| Nombre de personnes: | 715   | 688     | 668     | 679     |
| Différence:          |       | -3,77 % | -2,90 % | +1,64 % |

| Année:               | 2023. | 2024.   |
| -------------------- | ----- | ------- |
| Nombre de personnes: | 676   | 679     |
| Différence:          |       | +0,44 % |